# جنبش اعتدال‌گرایی در ایالات متحده

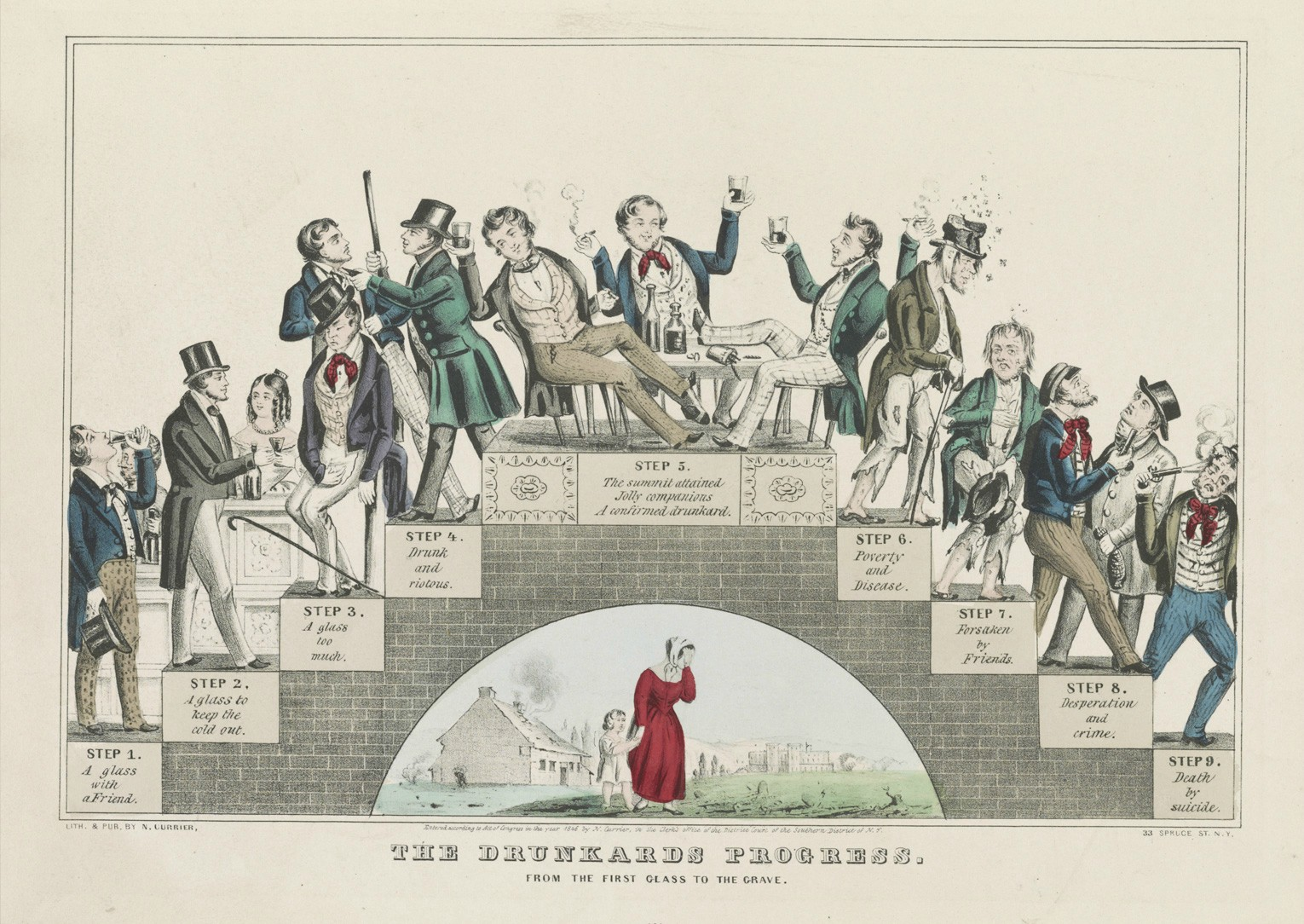
«سیر پیشروی میخواره» چاپ سنگی توسط «ناتانیل کوریر» که از جنبش اعتدال‌گرایی در ژانویه ۱۸۴۶ میلادی پشتیبانی می‌کند.

جنبش اعتدال‌گرایی در ایالات متحده جنبشی برای محدودکردن مصرف الکل است. این جنبش که به علت ناموفق بودن ممنوعیت الکل از طریق متمم هجدهم قانون اساسی ایالات متحده آمریکا از سال‌های ۱۹۲۰ تا ۱۹۳۳ میلادی، به اوج خود رسیده بود، در قرون نوزدهم و بیستم میلادی بر سیاست و جامعه آمریکایی تأثیراتی زیادی داشت. امروزه مؤسساتی وجود دارند که به ترویج علل اعتدال‌گرایی ادامه می‌دهند.

## اعتدال‌گرایی اولیه: ۱۷۸۴–۱۸۶۱

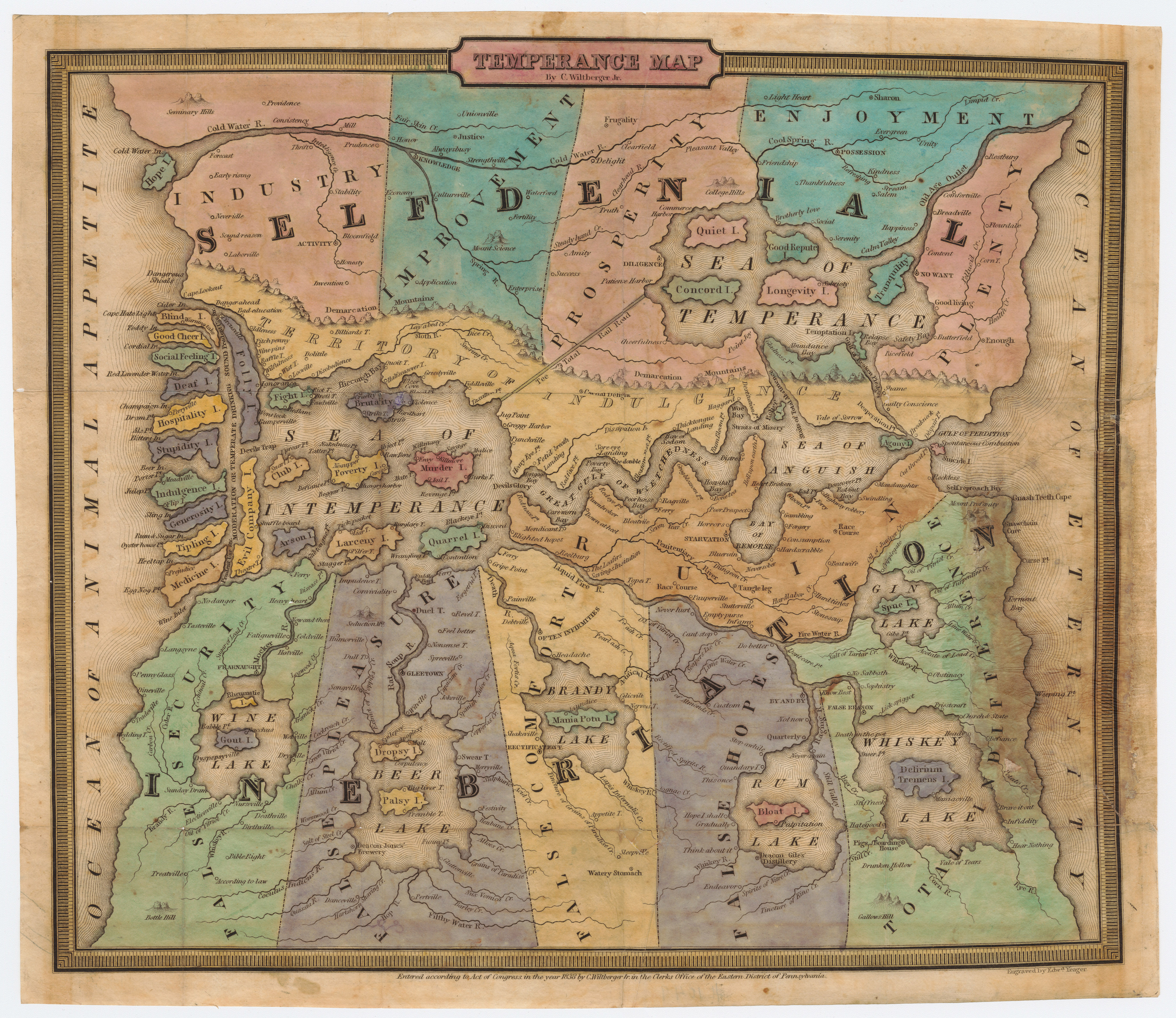
نقشه‌ای تمثیلی از اعتدال‌گرایی، اثر «جان سی. ویلتبرگر جونیور» در ۱۸۳۸ میلادی.

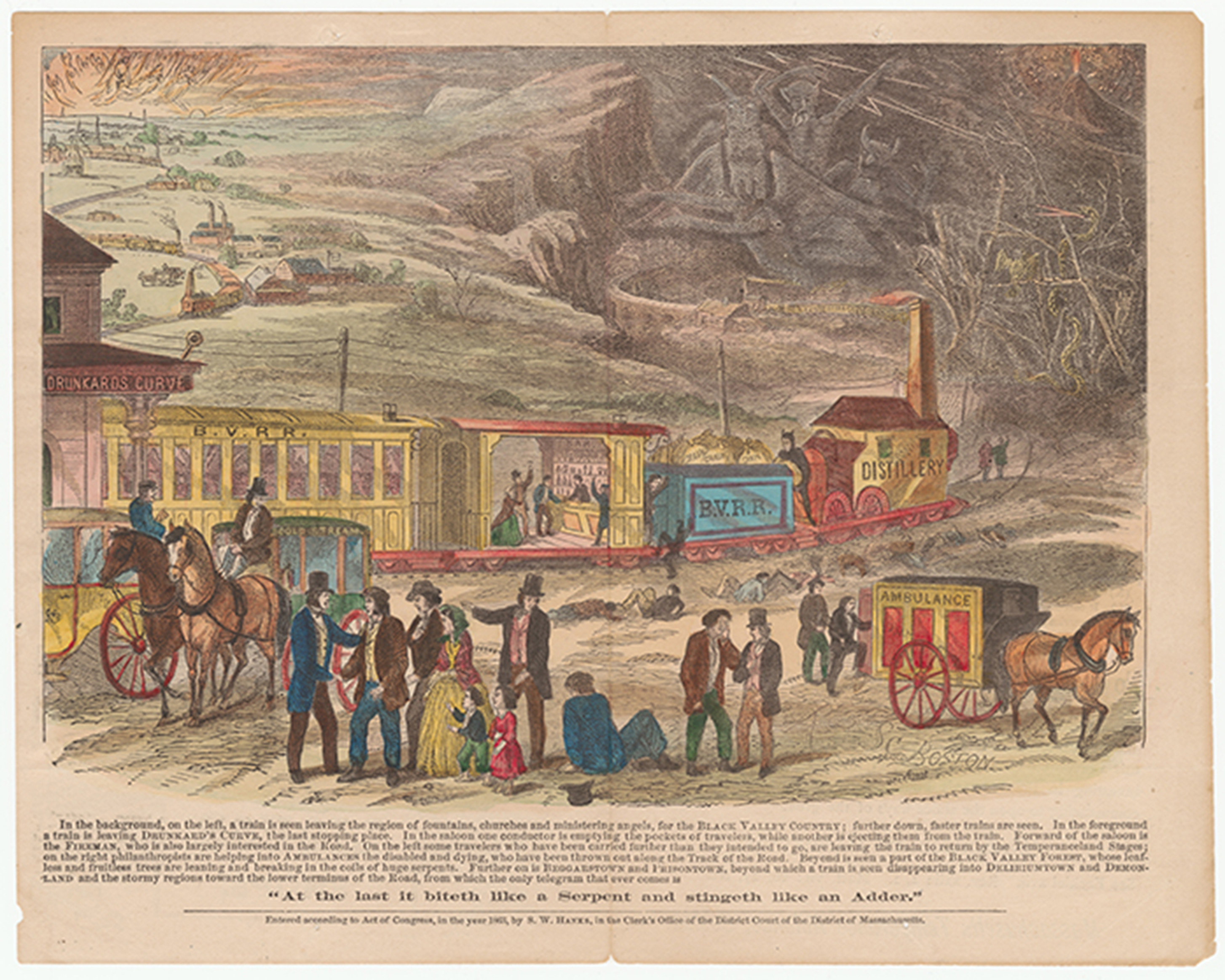
یک نقشه تمثیلی در ارتباط با اعتدال‌گرایی، بر پایه مفهوم الکل به عنوان قطاری به سوی نابودی یا «راه‌آهن دره سیاه» که توسط «ائتلاف اعتدال‌گرایی ماساچوست» در ۱۸۶۳ میلادی تهیه شده.

در اواخر قرن هجده و اوایل قرن نوزدهم، عوامل متعددی در فراگیری الکلیسم نقش داشتند که با آزار و اذیت همسر، خانواده، نادیده گرفتن و عدم اشتغال مزمن هم‌راه بود. آمریکایی‌های که عادت داشتند «از طلوع آفتاب تا طلوع آفتاب بعد» نوشابه‌های سبک الکلی مانند آب سیب بنوشند، آغاز کردند به مصرف الکل بیشتر و الکل‌های ثقیل و ارزان‌تری مانند رام (در دوران استعمار) و ویسکی (در دوران پس از انقلاب) را بیشتر نوشیدند. فشار عمومی برای خرید الکل ارزان و فراوان منجر به سست شدن مقررات در امر فروش الکل گردید.
جنبش اعتدال‌گرایی با مقاله ۱۷۸۴ بنجامین راش، «پژوهشی در مورد تأثیرات ارواح آتشین بر بدن و ذهن انسان»، که استفاده بیش از حد الکل را برای سلامت جسمی و روانی انسان مضر ارزیابی می‌کرد، متولد شد. ۲۰۰ دهقان در یک اجتماع در کانکتیکت با تأثیرپذیری از پژوهش راش، برای ممنوع قراردادن ویسکی انجمن اعتدال‌گرایی را در ۱۷۸۹ میلادی شکل دادند. انجمن‌های مشابه در ایالت ویرجینیا در سال ۱۸۰۰ و نیویارک در سال ۱۸۰۸ میلادی شکل گرفت. در طول دهه بعد، سایر مؤسسات اعتدال‌گرایی در هشت ایالت دیگر تشکیل گردید که برخی از آن‌ها مؤسسات سطح ایالتی بودند. این جنبش جوان نوشیدن معتدل یا متوسط را مجاز می‌دانست. بیشتر رهبران جنبش فعالیت‌های شان را توسعه داده و در برابر رعایت سبت و سایر مسائل اخلاقی موضع گرفتند اما تا اوایل دهه ۱۸۲۰ مبارزات داخلی سیاسی باعث توقف جنبش گردید.
برخی از رهبران در امر پیشبرد اهداف خود استقامت کردند. آمریکایی‌ها مانند لیمن بیچر، وزیر کانکتیکت، در سال ۱۸۲۵ میلادی به همه‌شهروندان بر علیه استفاده از تمام انواع مشروبات الکلی، شروع به سخنرانی کرد. جامعه اعتدال‌گرایی آمریکایی در سال ۱۸۲۶ میلادی شکل گرفت، از علاقه مجدد به دین و اخلاقیات بهره‌مند گردید. در ظرف ۱۲ سال بیش از ۸٬۰۰۰ گروه محلی و فراتر از ۱٬۲۵۰٬۰۰۰ تن عضو داشت. در سال ۱۸۳۹ میلادی، ۱۸ مجله اعتدال‌گرایی چاپ می‌شد. به همین ترتیب، برخی از رهبران کلیسای پروتستانت و کاتولیک آغاز به ترویج اعتدال‌گرایی کردند. در اواخر دهه ۱۸۳۰ این جنبش به دو بخش تقسیم گردید: بین میانه‌روهایی که برخی از مشروبات الکلی را اجازه می‌دادند و منع‌گرایانی که قوانینی را برای محدود یا ممنوع ساختن الکل ترویج می‌کردند. پس از دهه ۱۸۳۰، رادیکال‌ها و منع‌گرایان در بیشتر مؤسسات اعتدال‌گرایی تسلط داشتند، تا این‌که نهایتاً اعتدال‌گرایی مترادف یا ممنوع گردید. در سال ۱۸۳۸ میلادی، فعالان اعتدال‌گرایی، قانون‌گذاران ماساچوست را تحت فشار قرار دادند تا قانونی را تصویب نمایند که فروش الکل را در مقادیر کم‌تر از ۱۵ گیلن محدود نماید. در دهه ۱۸۴۰ میلادی، ایالات متعددی قوانینی را تصویب کردند که بر اساس آن رای‌دهندگان محلی می‌توانستند مشخص کنند، که آیا مجوزهای مشروبات الکلی در قریه‌جات و محلات آن‌ها صادر شود یا خیر. در دهه ۱۸۵۰، ۱۳ ایالت و منطقه قوانین منع‌کننده‌ای را در سطح ایالت (معروف به «قوانین مین») تصویب نمودند. در طول این دوره، اصلاح طلبان اعتدال‌گرایی هم‌چنین تمایل داشتند تا از قوانین یکشنبه که فروش الکل در روزهای شنبه را منع کرده بود، حمایت کنند.
جنگ داخلی ضربه فلج کننده‌ای به جنبش وارد کرد. گروه‌های اعتدال‌گرا در جنوب نسبت به همتایان شمالی شان ضعیف‌تر شده و هیچ قانون منع کننده‌ای در سطح ایالت تصویب نکردند و در عین حال چند قانون منع‌کننده در شمال با پایان جنگ لغو گردیدند. هردو جناح جنگ، فروش الکل را بخشی از فعالیت‌های جنگی شان ساختند تا با مالیات بر آب‌جوسازی‌ها و تقطیرکننده‌ها، جنگ‌های شان را تأمین مالی نمایند. مسئله برده‌داری اعتدال‌گرایی را از میان برد و گروه‌های اعتدال‌گرا از میان رفتند تا این‌که در دهه ۱۸۷۰ میلادی مجدداً جان تازه‌ای یافتند.

### تئاتر اعتدال‌گرایی
اعتدال‌گرایی یک ژانر کامل تئاتر را به‌وجود آورد. در سال ۱۸۲۵ میلادی، یک شعر دراماتیک به نام «جاعلین» در تئاتر چارلستون در چارلستون، کارولینای جنوبی به نمایش درآمد. درام مهم بعدی برای اولین بار در سال ۱۸۴۱ میلادی به نام «پنجاه سال از زندگی یک میخواره» نوشته «داگلاس جرولد» منتشر شد. همان‌طور که جنبش شروع به رشد و شکوفایی می‌کرد، این درام‌ها بیشتر در میان مردم عامه محبوب می‌شدند. درام «میخواره» اثر «دبلیو. ایچ. اسمیت» در سال ۱۸۴۱ میلادی در بوستون به نمایش درآمده و بعد از ۱۴۴ نمایش در موزه بارنوم آمریکا در برادوی پایین تولید گردید. این نمایش‌نامه بسیار محبوب بود و به عنوان ورود روایت اعتدال به جریان اصلی تئاتر آمریکا شناخته می‌شود. این نمایش‌نامه تا سال ۱۸۷۵ میلادی یکی از اصلی‌ترین صحنه‌های تئاتر نیویورک بود. «میخواره» شکل معمول یک درام اعتدال‌گرایی را پیروی می‌کند: کاراکتر اصلی دچار سقوط ناشی از الکل می‌شود و پس از محکوم‌کردن نوشیدن الکل، زندگی خود را از آشفتگی بازمی‌گرداند. درام اعتدال‌گرایی به عنوان یک ژانر تئاتر به رشد خود ادامه داده و با ظهور راه‌آهن به عنوان نوعی حمل و نقل تقویت گردید. این نوآوری شرکت‌های تئاتر را قادر ساخت تا بیشتر سیار شده و از شهری به شهری سفر کنند. درام اعتدال‌گرایی زمانی‌که اقتباس دیوید بلاسکو از رمان «بنوش» امیل زولا در تئاتر بالدوین در سان فرانسسکو در سال ۱۸۷۹ میلادی نمایش داده شد، حتی به سواحل غربی رسید. تصویری با عنوان «سیر پیشروی میخواره»، که در بالای مقاله قرار داده شده‌است، جنبش اعتدال‌گرایی را نشان می‌دهد. این تصویر زندگی یک مرد مست را به تصویر می‌کشد، زن به آرامی ناپدید شد و شبِ مرد به مرگ منتهی می‌گردد. این تصویر به ما نشان می‌دهد که مشروب‌خواری یک فعالیت اجتماعی است، هم‌چنین فقر، مرگ و تنهایی را برای مردم به ارمغان می‌آورد.

### موفقیت‌های اولیه در مین
«مین» کانون اولیه جنبش اعتدال‌گرایی بود. اولین «جامعه پرهیز کامل» در جهان در سال ۱۸۱۵ میلادی در پورتلند شکل گرفته و یک گروه سطح ایالتی اعتدال‌گرایی در سال ۱۸۳۴ میلادی ایجاد شد. این گروه‌ها در سال ۱۸۳۸ میلادی زمانی که بر قانون‌گذاران ایالتی فشار آوردند تا «قانون پانزده گالن» را تصویب کنند، مؤفقیت بزرگی را حاصل کردند که بر اساس آن فروش مشروبات با مقادیر کم‌تر از مقدار یاد شده محدود گردید. تأثیر عملی آن این بود که مشروب را در اختیار ثروتمندان قرار می‌داد، آن‌ها تنها کسانی بودند که می‌توانستند چنین مقادیری را بخرند. این قانون ظرف دو سال لغو شد. با این حال، در سال ۱۸۵۱ میلادی قانون مین به تصویب رسید که بر اساس آن تولید و فروش مشروبات الکلی ممنوع شد. به این ترتیب مین اولین ایالت «عاری از مشروب» شد. با این حال، استثنای قانون برای «اهداف دارویی، مکانیکی و تولیدی» به این معنی بود که مشروب هنوز هم برای برخی قابل دسترس بود.

## ارجاعات
1. ↑  Acker, Caroline Jean; Tracy, Sarah W. (2004). Altering American Consciousness: The History of Alcohol and Drug Use in the United States, 1800-2000 (به انگلیسی). University of Massachusetts Press. p. 70. ISBN 978-1-55849-425-1.
2. ↑  Rorabaugh, W.J. (1981). The Alcohol Republic: An American Tradition. Oxford University Press. pp. 20–21. ISBN 978-0-19-502990-1.
3. ↑  Blocker, Jack S. (1989). American Temperance Movements: Cycles of Reform. Boston: Twayne Publishers. p. 16.
4. ↑  Volk, Kyle G. (2017). Moral Minorities and the Making of American Democracy. Oxford University Press. New York: Oxford. pp. 69–100, 167–205. ISBN 978-0-19-060949-8.
5. ↑  Housley, Kathleen (Winter 1992). ""Yours for the Oppressed": The Life of Jehiel C. Beman". The Journal of Negro History. 77 (1): 17–29. doi:10.2307/3031524. JSTOR 3031524.
6. ↑  "THE FORGERS; A Dramatic Poem, by John Blake White, Esqr. , Performed at the Charleston Theatre, 1825 and 1826". Hathi Trust. 1899. Retrieved 7 February 2019.
7. 1 2  Bouchard, Kelley (October 2, 2011). "When Maine went dry". Portland Press Herald. Retrieved January 4, 2016.
8. 1 2 3  Gately, Ian (2009). Drink: A Cultural History of Alcohol. London: Gotham Books. pp. 261–262. ISBN 978-1-59240-464-3.